# میسلتیتسه
میسلتیتسه (به چکی: Mysletice) یک منطقهٔ مسکونی در جمهوری چک است که در ناحیه ییهلاوا واقع شده‌است. میسلتیتسه ۲٫۹۲ کیلومتر مربع مساحت و ۱۱۷ نفر جمعیت دارد و ۵۷۰ متر بالاتر از سطح دریا واقع شده‌است.